# Rainulfo di Alife

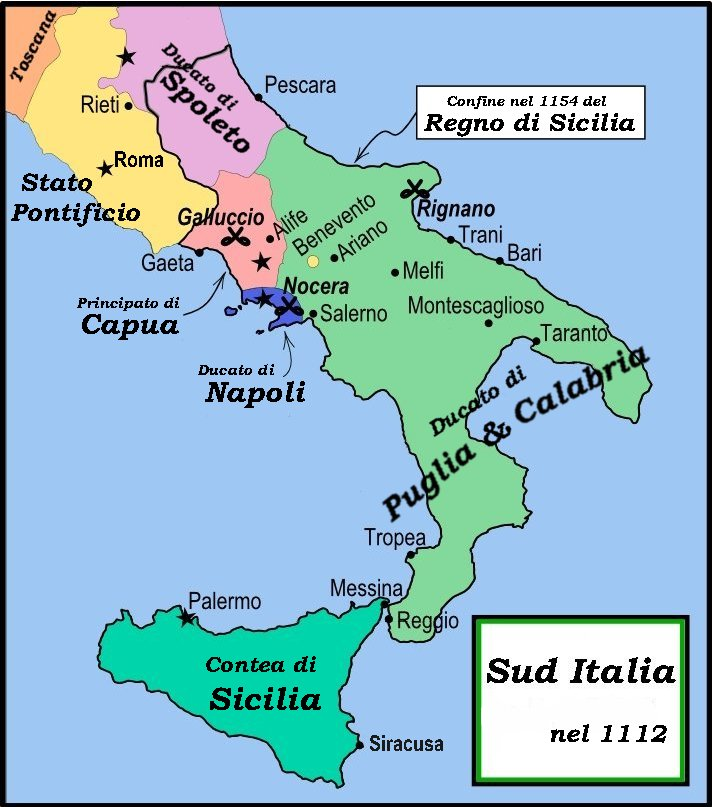
Il Mezzogiorno nel 1112; numerose piccole città-stato, solitamente sottoposte alla sovranità o vassalle degli stati più grandi, non sono riportate.

(Rainulfo di Alife ai suoi militi, Cronaca di Falcone di Benevento anno 1132)
Rainulfo di Alife, detto de Airola, della famiglia Drengot Quarrel, (1093 circa – Troia, 30 aprile 1139), è stato un nobile normanno, conte di Alife, Caiazzo, Sant'Agata de' Goti, Telese (1115-1139) e, in fasi alterne, di Avellino, Mercogliano, Ariano e Troia, nonché duca di Puglia (1137-1139).

## Biografia
Era figlio del conte Roberto di Alife e di Gaitelgrima.
Investito del titolo di conte sin da 1108, quando era ancora un fanciullo, incontrò papa Callisto II a Benevento nel 1120, fornendo atto di omaggio.
Ebbe poi una dura lite col pontefice, risolta con la restituzione del monastero di Sancta Maria in Cingla presso Alife all'abbazia di Montecassino.
Nel 1127, auspice il papa Onorio II, si alleò con Roberto II di Capua nel tentativo di contrastare la successione di Ruggero d'Altavilla al ducato di Puglia; questi riuscì a imporsi, ma dovette concedere a Rainulfo il possesso feudale della contea di Ariano.
Dopo una breve alleanza con il sovrano, presto tornò ad opporglisi: nel febbraio 1130, alla morte di Onorio II, Rainulfo si schierò con il Papa legittimo Innocenzo II, contro l'antipapa Anacleto II.
Ruggero, duca di Puglia e di Calabria e padrone della Sicilia, aveva riconosciuto come valida l'elezione di Anacleto ed ebbe in ricompensa la corona di Sicilia, il 25 dicembre 1130.

### Scontri con il rivale Altavilla
Ma alcuni nobili feudatari normanni, che già da tempo mordevano il freno, non accettarono il nuovo sovrano e da qui si scatenarono gli eventi che portarono allo scontro militare il 24 luglio 1132 sul fiume Sarno presso Scafati.
La battaglia di Scafati dapprima favorevole alle truppe regie, terminò in una disastrosa sconfitta per Ruggero.
All'agosto del 1132 si fa risalire, secondo la tradizione, l'arrivo da Roma ad Alife delle reliquie di san Sisto, ottenute da Rainulfo che le aveva chieste al papa (Anacleto II).
Nella primavera dell'anno seguente Rainulfo e Roberto si recarono a Roma dove prestarono giuramento a Lotario II, sceso in Italia per farsi incoronare imperatore da Innocenzo II (4 giugno 1133). Mentre i due erano assenti, Ruggero tornò alla riscossa catturando la moglie di Rainulfo (sua sorella Matilda) e il figlioletto: Rainulfo e Roberto dovettero rientrare precipitosamente, ma finirono col capitolare (giugno-luglio 1134). Rainulfo ottenne comunque la restituzione dei familiari.
Nel luglio 1135, una nuova rivolta capeggiata da Rainulfo provocò la reazione del re, che entrò in Aversa, Capua e Alife con un esercito guidato dal cancelliere Guarino, costringendo Rainulfo a trovare rifugio in Napoli, unica città a resistere.

### Intervento del Papa Legittimo e dell'Imperatore
Nel marzo 1136 Rainulfo e il fratello Riccardo di Rupecanina, con l'appoggio del Papa legittimo Innocenzo II, chiamarono in Italia l'imperatore Lotario. Innocenzo II e Lotario II di Supplinburgo, concentrarono a maggio 1137 le proprie armate accanto al castello di Lagopesole, assediarono la città di Melfi e costrinsero Ruggero II Altavilla alla fuga, quindi conquistarono la sua (ex) capitale, Melfi, il 29 giugno.
Il Pontefice tenne il Concilio di Melfi V nel castello del Vulture: la più probabile data va dal 29 giugno al 4 luglio. I Padri conciliari decisero la deposizione dell'antipapa Anacleto II. Il 4 luglio Innocenzo II, insieme all'imperatore Lotario II di Supplimburgo delegittimò Ruggero II di Sicilia, della rivale Casata Altavilla, in favore di Rainulfo III di Alife, della Casata Drengot, nuovo Duca di Puglia. Poi a Benevento alla fine dell'estate Innocenzo e Lotario investirono Rainulfo del ducato di Puglia, mentre la contea di Alife passava a Riccardo. Ma, ripartito l'imperatore, Ruggero sbarcava di nuovo a Salerno ai primi di ottobre per ristabilire la sua autorità sulle città ribelli. Una nuova battaglia si svolse il 29 ottobre 1137 presso Rignano Garganico, dove il re, nuovamente sconfitto, perse molti soldati e trovò scampo nella fuga.
La controffensiva regia, causò il grave saccheggio di Alife e Telese, ma le principali città della Puglia in mano a Rainulfo (Troia, Melfi, Canosa e Bari), non subirono alcun danno.
Il Papa l'8 aprile 1139, scomunicò Ruggero, ma il 30 dello stesso mese Rainulfo morì. Solo con la morte di Rainulfo, forse causata da errori medici, Ruggero poté conquistare l'intera Italia Meridionale.

### La profanazione del cadavere
Ruggero accolse con grande soddisfazione la morte di Rainulfo, ma ciò non poté placare la sua sete di vendetta. Giunto a Troia per reimporre la sua autorità, Ruggero pretese la riesumazione del cadavere di Rainulfo e la sua degradazione. Secondo Falcone di Benevento, il re avrebbe intimato ai troiani:
(Falcione di Benevento, Chronicon Beneventanum, 1139.10.2)
Il corpo fu a quel punto esumato dalla sepoltura nella cattedrale di Troia, la lastra tombale infranta e la salma, ancora in putrefazione, trascinata dal cavallo di Ruggero per l'intera città. Dopodiché essa fu espulsa simbolicamente dalla città, venendo gettata al di là delle mura. Falcone, commentando la ferocia di Ruggero, poté dire:
"per soddisfare la sua rabbia [Ruggero] fece contro un morto quello che non aveva potuto fare contro il vivo".

## Famiglia
Rainulfo sposò Matilde di Altavilla, figlia di Ruggero I di Sicilia, dalla quale ebbe il figlio Roberto e una figlia, Adelicia Drengot, che sposò Rainaldo dell'Aquila, Conte di Avenel. Da Adelicia Drengot e Rainaldo dell'Aquila nacque Matilde Avenel che sposò il Conte di Butera, Costantino II Paternò